# امبر رز کانداریان
امبر رز کانداریان (ارمنی: Ամբեր Ռոուզ Կանդարյան؛ انگلیسی: Amber Rose Kandarian؛ زادهٔ ۱۹۸۲) فیلم‌ساز ارمنی‌تبار اهل ایالات متحده آمریکا است. وی به عنوان یک پرژوهشگر هنرمند ویدئو/چندرسانه‌ای در Seven Degrees در لاگونا بیچ برگزیده شده‌است.

## زندگی‌نامه
وی در ۱۹۸۲ در  به دنیا آمد و از دانشگاه کالیفرنیا، ارواین فارغ‌التحصیل گشت. 